# Sub Rosa
Sub Rosa est une maison de disques, basée à Bruxelles, fondée à la fin des années 1980 mais qui émergea dans le milieu des années 1990 avec l'exploration d'une nouvelle forme de musique électronique.
Le label, dirigé par Guy-Marc Hinant et Frédéric Walheer, produit une vaste anthologie de musiques concrètes, bruitistes et électroniques « An anthology of noise and electronic music » depuis 2001 (curateur : Guy-Marc Hinant).
Elle publie également des archives concernant l'avant-garde (Marcel Duchamp, William Burroughs, James Joyce), des pièces de musiques électroniques anciennes (Henri Pousseur, Tod Dockstader), certaines musiques traditionnelles (Anthologie Inuit, Musique sacrée du Tibet, le cantor Ben Baruch), ainsi que quelques classiques d'avant-garde (Morton Feldman); ainsi que des musiques instrumentales du 20e et 21e comme Claude Ledoux, ...
Depuis 2000, s’est créée une maison de production de films : OME (pour Observatoire des Musiques Electroniques) autour de Guy-Marc Hinant et Dominique Lohlé. Son but est de réaliser une série de documentaires sur l’avant-garde musicale depuis la Seconde Guerre mondiale jusqu’à nos jours.
Le nom de la maison de disques Sub Rosa vient d'une locution latine aujourd'hui tombée en désuétude — en langue anglaise comme en français — elle signifie « de façon confidentielle » ou, plus exactement, « entre nous » — c'est-à-dire « entre amis ». Originellement, cela vient de certaines réunions romaines où les convives — autour des libations — portaient des couronnes de roses : ils étaient alors, au sens strict, « sous la rose ».

## N&R
1. ↑  « Cloud Atlas Performed by Kaoru Tashiro, by Toshi Ichiyanagi + Claude Ledoux », sur Sub Rosa Label (consulté le 1er avril 2022)